# Jiangyuan
Jiangyuan (chinesisch 江源区, Pinyin Jiāngyuán Qū) ist ein chinesischer Stadtbezirk der bezirksfreien Stadt Baishan im Südosten der Provinz Jilin. Jiangyuan hat eine Fläche von 1.346 km² und zählt 254.293 Einwohner (Stand: Zensus 2010).

## Administrative Gliederung
Auf Gemeindeebene setzt sich der Stadtbezirk aus vier Straßenvierteln und sechs Großgemeinden zusammen. 